# Bernhard Lichtenberg
Blahoslavený Bernhard Lichtenberg (3. prosince 1875, Oława – 5. listopadu 1943, Hof) byl německý římskokatolický duchovní, dómský probošt v Berlíně. Stal se obětí nacistického pronásledování katolické církve. Je uctíván jako blahoslavený mučedník. Jeho liturgická památka připadá na výroční den úmrtí (tzv. dies natalis), 5. listopad. V roce 2004 mu byl udělen titul Spravedlivý mezi národy.

## Život
Narodil se v německé obchodnické rodině v Oławě v dolnoslezském vojvodství. Jeho rodiče se jmenovali August a Emilie, rozená Hubrich. Vystudoval oławské Královské gymnázium, kde maturoval s vyznamenáním. Teologii studoval postupně v Innsbrucku a Wrocławi. Dne 21. června 1899 přijal vzkládáním rukou kardinála Georga von Koppa kněžské svěcení. První rok kněžské služby strávil v Nyse, následně sloužil nějaký čas jako vojenský kaplan. Poté vystřídal ještě několik duchovenských působišť.
V roce 1931 byl jmenován kanovníkem při berlínské katedrále sv. Hedviky Slezské. V roce 1938 se stal dómským proboštem. Navzdory nebezpečí prozrazení a vlastní perzekuce se snažil pomáhat nacisty pronásledovaným Židům. Po Křišťálové noci se při katedrálních nešporách za Židy veřejně modlil. Zdůrazňoval, že Kristův příkaz lásky k bližním se vztahuje na všechny lidi bez rozdílu. Kritizoval rovněž velmi otevřeně ministra propagandy Goebbelse. Též protestoval proti nacistickým eugenickým pokusům a s tím související eutanazii.
V roce 1941 byl na základě udání (udaly jej dvě ženy, které slyšely, jak se v kázání zastával Židů) uvězněn a Sondergerichtem (tj. "Zvláštním soudem") odsouzen ke dvouletému vězení. Po uplynutí dvou let však nebyl propuštěn. Jako "nenapravitelný" byl z nařízení soudu poslán do "ochranné vazby" do Dachau. Během transportu ale zemřel v důsledku celkového vyčerpání při zastávce v bavorském Hofu. Jeho mrtvé tělo bylo převezeno do Berlína a pohřbeno na starém hřbitově u katedrály. Odtud byly později jeho ostatky přeneseny do krypty v katedrále.
Beatifikován byl papežem sv. Janem Pavlem II. dne 23. června 1996 současně s Karlem Leisnerem.

## Odkazy

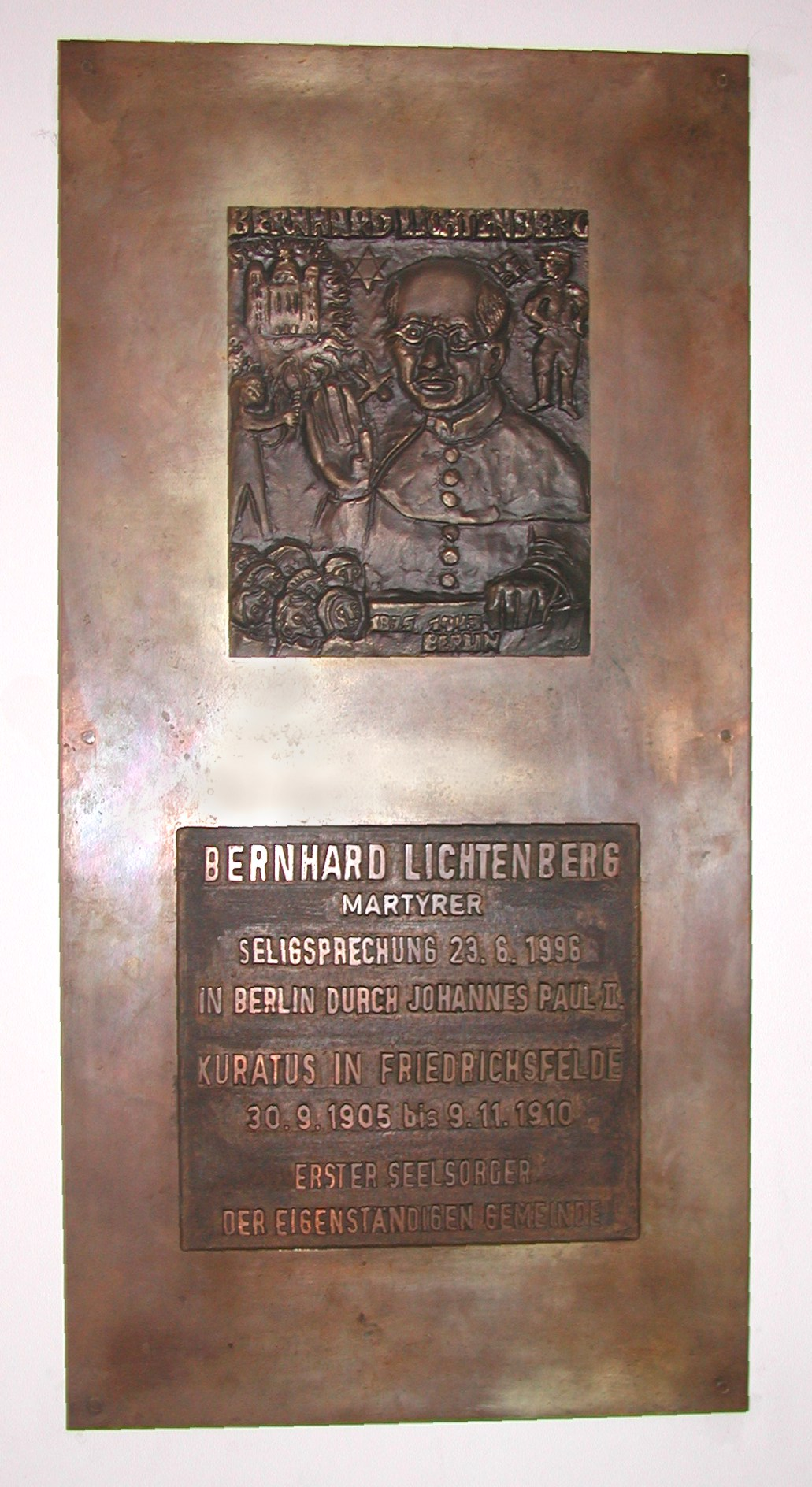
Pamětní deska Bernharda Lichtenberga na kostele Zum Guten Hirten v Berlíně